# Nemastoma sarae
Nemastoma sarae is een hooiwagen uit de familie aardhooiwagens (Nemastomatidae). De originele naamcombinatie (protoniem) was Nemastoma (Lugubrostoma) sarae Hadži 1973. Het werd een junior subjectief synoniem van Pyza bosnica (Roewer, 1919) in Gruber (1979). Na 2023 de geldige combinatie is Pyza bosnica (Roewer, 1919).